# França Lliure
França Lliure és el nom que es donava a la resistència fundada a Londres pel general De Gaulle després de la crida del 18 de juny de 1940 de qui fou reconegut com a cap dels francesos que continuen la guerra per Winston Churchill durant la Segona Guerra Mundial.
La idea de base de França Lliure era la voluntat del general De Gaulle de continuar la lluita contra els alemanys al costat dels britànics. Amb l'acord entre el Regne Unit i De Gaulle, els britànics s'encarregarien de salvaguardar les possessions franceses i restablir integralment la independència de França, i el govern britànic finançaria totes les despeses de França Lliure.
El juliol de 1940, l'organització comptava amb 7.000 homes, que van augmentar ràpidament amb l'aixecament de colònies africanes, asiàtiques i oceàniques, com Camerun, Congo, el Txad, Tahiti o Nova Caledònia, que no acceptavem la legitimitat del govern de Vichy dirigit pel mariscal Pétain després de l'armistici entre França i Alemanya de juny del 1940. Aquests aixecaments van donar a França Lliure dimensió d'Estat a més de força de combat. El 24 de setembre de 1941 s'institueix a Londres el Comitè Nacional Francès, que actuaria com un govern a l'ombra. El 24 de maig de 1943 es constitueix el Consell Nacional de la Resistència, que agrupa els principals moviments de resistència, tendències polítiques i sindicats,
Les forces de França Lliure participen en els combats al costat dels britànics, especialment en la Campanya del nord d'Àfrica.